# Editorial Alberto Martín
La Editorial Alberto Martín fue una editorial española radicada en Barcelona, fundada por Alberto Martín, el cual la dirigió hasta 1917, año de su muerte. Después, al frente de la editorial continuó su hija Dolores Martín Zamora. Se especializó en publicaciones de carácter geográfico, folklórico y turístico, ya que su principal objetivo era dar a conocer y divulgar los diferentes lugares de la España en cuanto al arte, la arqueología, la historia y la geografía.

## Fondo
Parte de su fondo se conserva en el Archivo Fotográfico de Barcelona. El fondo contiene documentación generada por la actividad editorial de la empresa. Son fotografías, la mayoría estereoscópicas, de ciudades y pueblos de España y también de las colonias españolas del norte de África. El conjunto fotográfico ayuda a conocer el patrimonio histórico del país. La mayor parte de estas fotografías se hicieron para ilustrar El turismo práctico, colección de vistas estereoscópicas de España.